# 카발리
카발리(Kabali)는 인도에서 제작된 파. 랜지스 감독의 2016년 액션, 드라마 영화이다. 라지니칸트 등이 주연으로 출연하였다.

## 출연

### 주연
- 라지니칸트

### 조연
- 조문선
- 라디카 압테
- 단시카
- 디네시
- 마임 고피